# U Скорпиона
U Скорпиона — одна из 10 известных повторных новых нашей Галактики. Находится в северной части созвездия Скорпиона, удалена от Земли на расстояние 14 кпк. Система спектроскопически двойная: состоит из субгиганта спектрального класса K2 и белого карлика.

## Ранняя история наблюдений системы U Скорпиона
Вспышка U Скорпиона была впервые обнаружена в 1863 году английским астрономом, а затем директором обсерватории Мадраса в Индии Н. Р. Погсоном. Погсон отслеживал новую во время её очень короткого периода видимости, и оценил амплитуду вспышки 9m,1 на 20 мая. В течение недели яркость вспышки уменьшилась на 12m.8, и 10 июня она исчезла из видимости. Затем она была не видна более 80 лет, до тех пор пока её не обнаружила Хелен Томас при исследовании архивных фотопластинок Гарварда. Оказалось, что U Скорпиона вспыхивала 12 мая 1906 года и 21 июня 1936 года. Томас также отметила, что как подъём, так и спад яркости звезды были очень короткими; в течение вспышки 1936 года, звезда потеряла в яркости более чем звёздную величину менее чем за девять часов, а затем спад составил шесть с половиной величин за месяц. Повторное открытие U Скорпиона и измерения кривой блеска показали, что звезде принадлежит рекорд как самый быстрой из известных повторных новых.
U Скорпиона также принадлежит рекорд по количеству зарегистрированных вспышек среди всех повторных новых: она вспыхивала в 1863, 1906, 1917, 1936, 1945, 1969, 1979, 1987, 1999 и 2022 годах. Промежуток времени между вспышками, в целом, довольно регулярен — порядка 10 лет или кратен этой величине: предполагается, что вспышки в это время не были зарегистрированы. Но, несмотря на большое количество вспышек, U Скорпиона остается одной из наименее изученных повторных новых. Чрезвычайно быстрый рост яркости и столь же быстрое затухание означают, что наблюдатели имеют мало времени для изучения свойств системы во время самой вспышки. Веббинк (Webbink) отмечал, что до вспышки 1979 года у астрономов не было хороших измерений спектроскопических свойств U Скорпиона, и в настоящее время остаётся много вопросов по поводу свойств этой системы.
Среди 10 известных повторных новых U Скорпиона вместе с T Компаса выделяются в отдельный класс. Они имеют относительно короткий орбитальный период: T Pyx имеет самый короткий период среди всех повторных новых — 1,8 часа; а орбитальный период U Sco составляет немногим более 1,2 дня, при этом яркость в результате затмений меняется в диапазоне от 18m,5 до 20m.
Другие повторные новые, такие как RS Змееносца и T Северной Короны, имеют орбитальные периоды в сотни дней — гораздо дольше, чем большинство катаклизмических переменных, и больше похожи на симбиотические звезды, такие как Z Андромеды (которая является прародителем целого класса переменных звёзд и имеет орбитальный период около 725 дней).
Рост яркости из состояния покоя звезды (V~18m,5) до пика (V = 7m,5) занимает около четырех часов, и снижение от пика на три величины происходит за 2,6 дня. Система обладает очень высокой скоростью выброса (вероятно, более 7 500 км/с, ненамного ниже, чем при взрыве сверхновых).

## Вспышка 1999 года

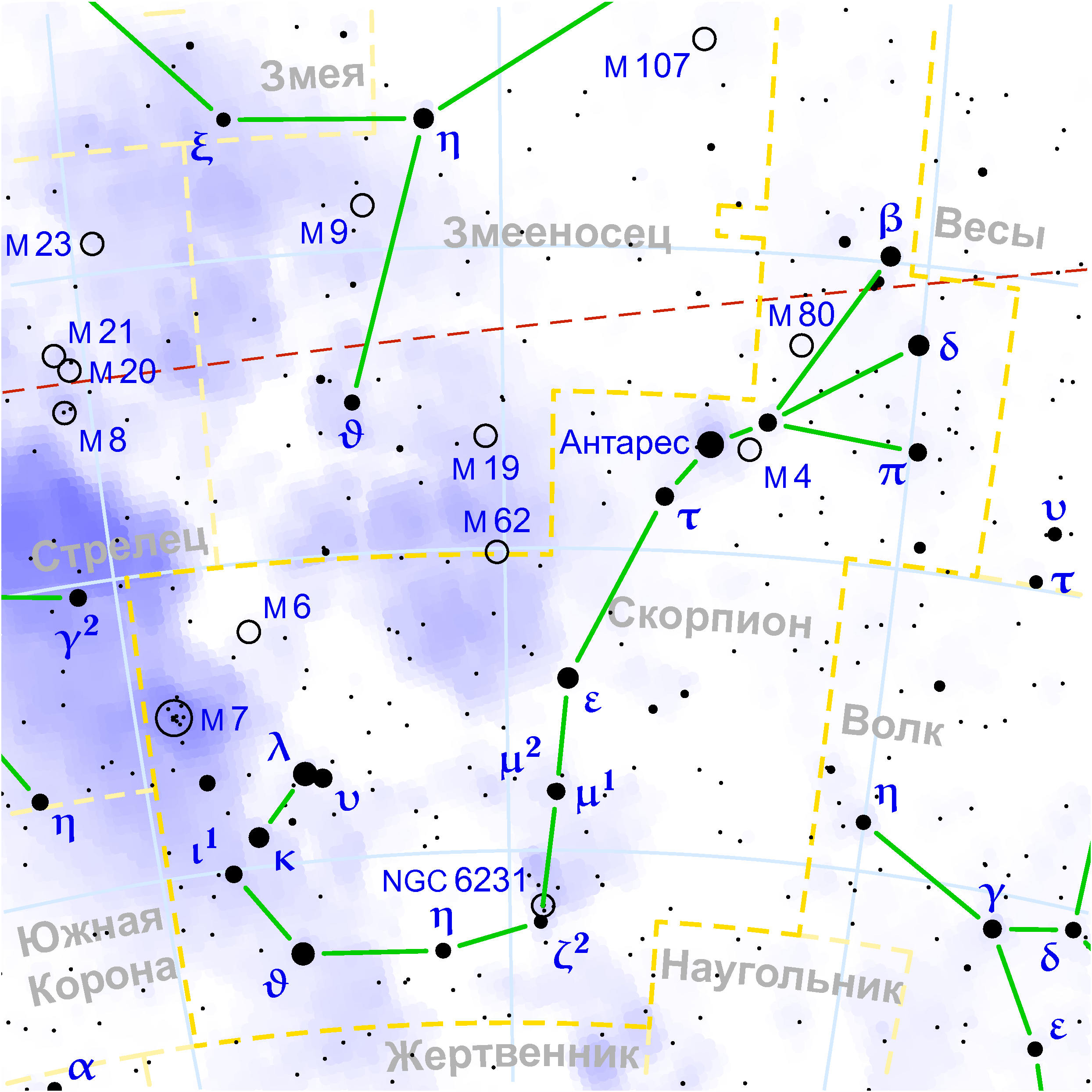
Положение U Скорпиона на карте созвездия

Вспышка 1999 года U Скорпиона была обнаружена П. Шмеером (P. Schmeer) 25 февраля когда звезда достигла величины 9m,5. Через несколько часов яркость достигла пика в 7m,6, а затем она стала неуклонно снижаться.
Во время вспышки 1999 года были предприняты первые попытки оценить массу белого карлика. В период Д+19-20 в системе U Sco была зарегистрирована активность в диапазоне мягкого рентгеновского излучения. Обнаружение источника мягкого рентгеновского излучения в двойной звёздной системе указывает на то, что белый карлик должен быть очень массивным (>1,2 {\displaystyle M_{\odot }}).
В состоянии покоя в спектре U Sco доминируют линии HeII, водородные линии либо отсутствуют, либо очень слабы. Спектр во время вспышки также обогащён гелием. Эволюционный сценарий для этой системы предполагает, что на белый карлик аккрецирует вещество со скоростью 10−6{\displaystyle M_{\odot }} в год, белый карлик сжигает водород с образованием гелия в поверхностном слое, который частично истончается из-за звёздного ветра, исходящего с белого карлика.
Спектры, полученные в период вспышки, (Д+11,41 и Д+12,35) показывают увеличение уровня ионизации и усиление линий He II. Линии других элементов ослабились, так же как уменьшилось их ширина. Линия H показала что оболочка расширяется со скоростью 6 875 км/с в Д+11.41 и со скоростью 6 524 км/с в Д+12.35. Оценка массы выброшенного вещества, создавшего оболочку системы U Sco, была аналогична оценкам при вспышках 1979 и 1987 годах и составила 10−7 {\displaystyle M_{\odot }}.

## Вспышка 2010 года

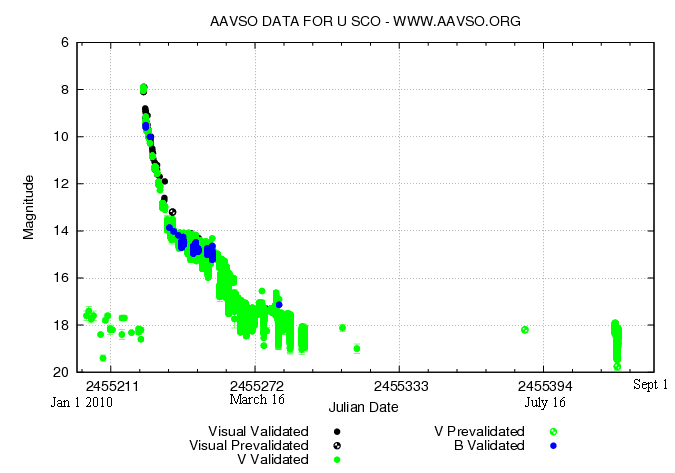
Кривая блеска повторной новой U Sco в период с 1 января 2010 по 1 сентября 2010 года. Более высокие значения показывают увеличение яркости, более низкие — уменьшение. Нумерация дней приведена юлианская. Источник AAVSO

В 2005 году Брэд Шефер (Brad Schaefer) предположил, что поскольку время вспышек U Скорпиона является довольно регулярным (около десяти лет), U Sco должна вновь вспыхнуть примерно в 2009 году (2009,3 ± 1 год). 28 января 2010 года, около шести утра по времени Восточного побережья США, любительница астрономии Барбара Гаррис из Флориды сообщила о появлении в созвездии Скорпиона новой звезды около восьмой звездной величины. Примерно через полчаса сообщение Гаррис подтвердил её земляк Шон Дворак. Затем над США взошло солнце, и наблюдения звезд стали невозможны. Однако благодаря Американской ассоциации наблюдателей переменных звезд (AAVSO) сообщение разошлось по всему миру. За звездой стали наблюдать в Новой Зеландии и Австралии, а вскоре подключились и наблюдатели в других странах мира.
Учёным впервые удалось подробно проследить за самым максимумом блеска, на котором звезда держалась всего несколько часов, а также за быстрым угасанием яркости. Во время вспышки система изучалась с помощью двух космических телескопов: американского рентгеновского спутника RXTE (Rossi X-ray Timing Explorer) и гамма-обсерватории INTEGRAL.
За период Д+11 до Д+30 яркость U Скорпиона оставалась почти неизменной, а затем произошло умеренно резкое падение яркости во всех диапазонах. Второе плато на кривой блеска было в период от Д+41 до Д+57 при яркости V = 16m,8 ± 0m,2 (вне затмений). Это плато закончилось довольно резким падением в период от Д+57 до Д+64, где вне затмения яркость достигла уровня своей обычной яркости V = 18m,0, то есть, в день Д+64 вспышка закончилось. Время от пика яркости до состояния покоя составило 64 дня, что для повторной новой очень быстро. У других повторных новых RS Змееносца и T Северной Короны этот период был равен 93 дням.
Во время вспышки система наблюдалась с проведением спектроскопических и фотометрических исследований почти во всех диапазонах электромагнитного спектра: рентгеновском, ультрафиолетовом, оптическом и инфракрасном. В системе U Sco не было обнаружено активности ни в радио- ни в гамма-диапазонах, есть только данные об активности системы в течение нескольких дней в инфракрасном диапазоне от 3,2 до 33 мкм. Это первая повторная новая, которая наблюдалась в течение всей вспышки, и для которой проведено большое количество наблюдений (22 000 измерений) от примерно 100 наблюдателей по всему миру и 9 спутников в космосе.
По результатам этих наблюдений возникло много вопросов. Например, что вызвало тройной пик в оптическом и ИК-диапазоне, который длился в течение нескольких дней после пика? Кроме того, почему в системе образовалось два плато? Также неизвестно, почему на кривой блеска появляются короткие (около получаса по продолжительности) вспышки с амплитудой до половины величины в первые 11 дней, то есть в то время, когда видна в основном оболочка, выброшенная при взрыве.
В настоящее время анализируются все спектры, чтобы получить оценку массы выброшенного вещества и распределение химических элементов во время вспышки. Уже имеется спектральное распределение энергии на каждый день вспышки. Эта величина прямо пропорциональна массе выброшенного вещества, что даёт второй способ для ответа на вопрос, накапливают ли белые карлики массу или всё вещество исторгается во время взрыва.
Следующая вспышка в системе U Скорпиона ожидалась в 2020 ± 2 году.

## Вспышка 2022 года
Очередная вспышка U Скорпиона произошла 6 июня 2022 года. Повышение яркости объекта было обнаружено астрономом-любителем из Японии за 3,5 часа до взрыва. Яркость быстро достигла примерно 8 звездной величины и затем стала постепенно уменьшаться.

## U Скорпиона как кандидат в Сверхновые типа Ia

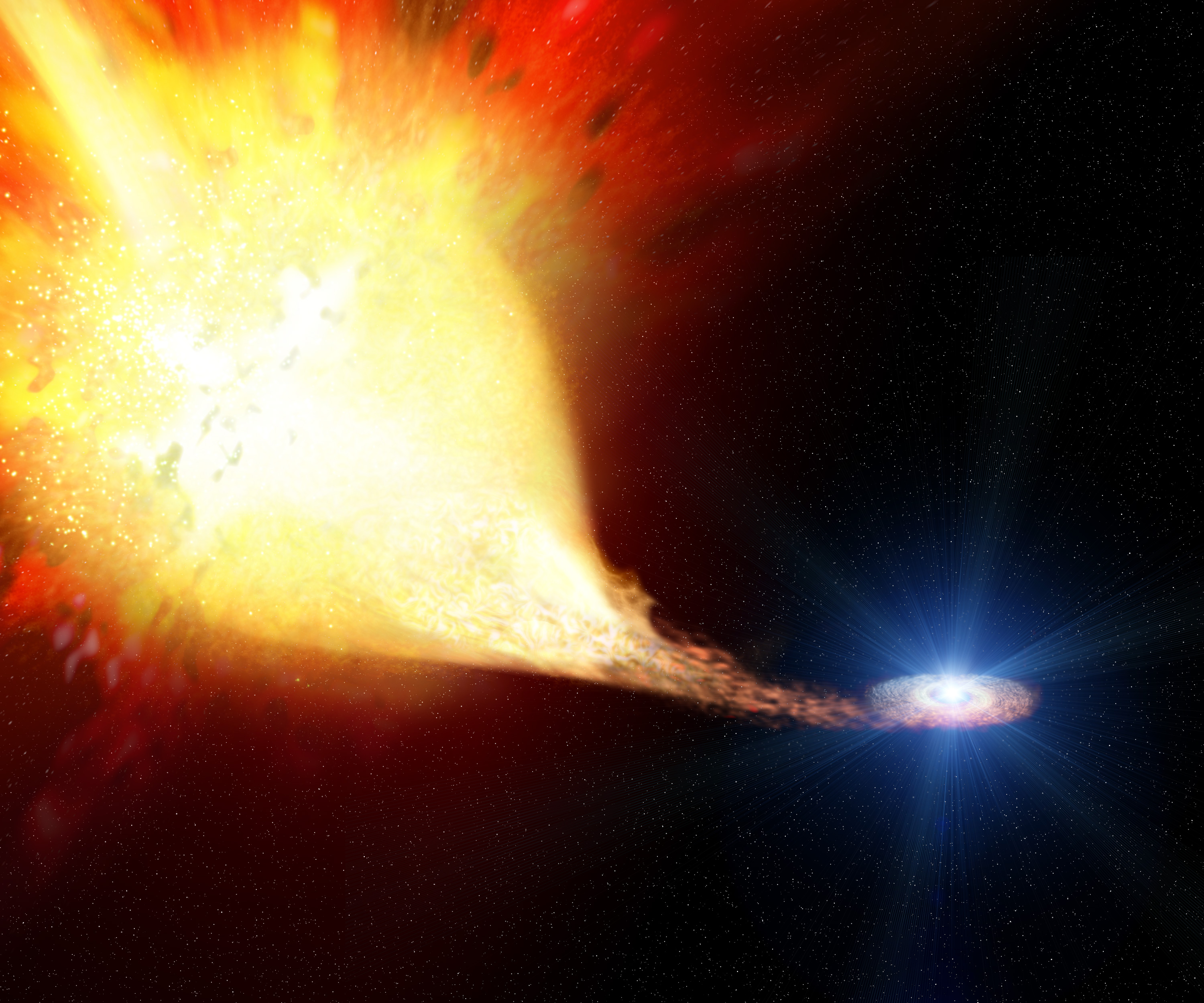
Аккреция вещества на белый карлик

Являются ли повторные новые предшественниками сверхновых типа Ia? Большинство аккрецирующих белых карликов не очень массивны, и не получают большую массу в течение своей жизни путём аккреции. Таким образом, большинство классических новых вряд ли когда-либо достигнут предела Чандрасекара — массы, по достижении которой белый карлик коллапсирует в нейтронную звезду, которые и являются причиной взрыва сверхновых типа Ia. Возможно ли, что повторные новые с их массивными белыми карликами чуть меньше предела Чандрасекара являются кандидатами в сверхновые? Существует доказательство того, что RS Змееносца и U Скорпиона являются хорошими кандидатами для будущих сверхновых.
Астрономы из Саутгемптонского университета и Винчестерского колледжа (Winchester College) рассчитали, что U Скорпиона взорвется в ближайшие 700 000 лет. Исследовательская группа была первой, которая получила строгие оценки массы белого карлика в системе и подтвердила, что он стоит на грани колоссального взрыва. Если взрыв системы U Скорпиона действительно произойдет по сценарию сверхновой, то она будет самым ярким объектом на ночном небе после Луны и первые несколько дней будет отчетливо видна и в дневное время.